# ミルバートの戦い
ミルバートの戦いは、1972年7月19日に、オマーンのドファール内乱における戦闘。この内乱では、イエメン人民民主共和国の共産主義ゲリラが反乱側を支援し、オマーン政府を支援するために、イギリスはオマーン軍兵士の訓練と占領下アラブ湾岸解放人民戦線(PFLOAG)との戦闘を任務とする少人数の特殊空挺部隊(SAS)を派遣した。

## 戦闘
1972年7月19日午前6時、PFLOAGは、SAS隊員9人が宿泊していた、ミルバット港に隣接するイギリス軍訓練班(BATT)宿舎を攻撃した。地元でアドゥー(Adoo)として知られていたPFLOAGは、ミルバット港へ到達するには、港へ向かう砂漠の坂にある、ジュベル・アリ(Jebel Ali)の市街地へつながる道を警護しているSASを最初に倒さなければならないことを知っていた。

SAS指揮官のマイク・キアリー(Mike Kealy)は、陣地へ向かう集団を確認したが、夜間歩哨から戻る「ナイト・ピケット」部隊だと思い、当初は部下に発砲を許可しなかった。「ナイト・ピケット」部隊は、BATT宿舎にアドゥー来襲を知らせるために坂に配置された、オマーン軍の部隊だった。「ナイト・ピケット」部隊が壊滅したと認識したキアリーは、部下に発砲を指示した。キアリーと部下達は、BATT宿舎の屋根の土嚢壁に陣取った。彼らは、L1A1、ブローニングM2重機関銃、地上で土嚢に守られた迫撃砲で攻撃した。アドゥーはAK-47と迫撃砲で宿舎一帯を攻撃した。キアリーは、増援を要請するために、ウム・アル・カリフ(Um al Quarif)にあるSAS本部との交信を通信担当者に指示した。

BATT宿舎には、少人数のオマーン情報機関員、小規模のパキスタン分遣隊、オマーン情報機関を支援するイギリス情報機関員も滞在していた。彼らも屋根の部隊に加わり、L1A1等の小火器で攻撃した。一部のパキスタン兵士は、彼らのBATTにおける任務が主に行政面だったため、当初戦闘に加わることに難色を示したが、キアリーとイギリス情報機関員の指示に従った。
アドゥーが射程に近付くまでL1A1があまり役に立たないことが分かっていたので、タレアジ・ラバラバ(Talaiasi Labalaba)曹長が、戦闘に加わっていなかったオマーン特殊部隊員9人がいる小陣地の隣にある、QF 25ポンド砲へ向かった。この砲を守っていたオマーン警察官は重傷を負っていた。ラバラバは、6人で操作するこの砲を1人で何とか操作し、近づいてくるアドゥーへ直ちに発射し、彼らのBATT宿舎への注意を逸らした。キアリーは、ラバラバから顔に銃弾を受けたと無線で連絡を受けた。ラバラバは重傷を負っていたが、一人で砲を発射しようと苦闘していた。キアリーはラバラバを助ける志願者をBATT宿舎にいる人員から募った。セコナイア・タカヴェジ(Sekonaia Takavesi)が志願した。アドゥーの注意を逸らすための援護射撃の下、タカヴェジはBATT宿舎から走った。タカヴェジは激しい攻撃の中を800メートル走り、砲座に着いた。タカヴェジは負傷したラバラバを助けるため、近付いてくるアドゥーへ持っていた銃を撃った。助けが要ると悟ったので、タカヴェジは小陣地にいたオマーン軍兵士に呼びかけたところ、ワリド・カミ(Walid Khamis)が出てきた。他の兵士は、陣地の屋根や窓越しに小火器で戦った。ラバラバとタカヴェジが25ポンド砲を後退させている間に、カミが銃弾を腹部に受けて倒れた。アドゥーはBATT宿舎と25ポンド砲陣地に向けて進撃し続けた。一時、アドゥーが間近に近付いたので、ラバラバとタカヴェジは砲身を下へ向けて至近距離で撃った。ラバラバは60ミリ迫撃砲へ這っていったが、首に銃弾を受け死亡した。タカヴェジは肩を撃ち抜かれ、後頭部を銃弾がかすっていたが、自分の銃を近付いてくるアドゥーへ撃ち続けた。通信担当者は、前線作戦基地へ航空支援と砲座で負傷した兵士の救援を要請し続けた。

キアリーとトビン(Tobin)は砲座へ走った。たどり着いた時、彼らは激しくなるアドゥーの銃弾を避けるため陣地に飛び込んだ。タカヴェジは腹部を撃ち抜かれた(銃弾は脊椎をわずかに外れていた)後、土嚢にもたれかかって撃ち続けていた。アドゥーは手榴弾をいくつか投げたが、一つが砲座の背後で爆発しただけで負傷した者はいなかった。戦いの中、トビンはラバラバへ辿り着こうとする中、顔に銃弾を受ける致命傷を負った。その頃までに、オマーン空軍のBAC 167 ストライクマスターが到着し、ジュベル・アリのアドゥーを爆撃し始めた。雲が低くたれこめていて、低高度からの攻撃が行われ、機銃と小型ロケット弾のみが使用された。ストライクマスターの内、一機はアドゥーの攻撃で大きく損傷し、全ての攻撃をできずに引き返した。G騎兵大隊からの増援が到着し、とどめを刺して、PFLOAGは12時半頃、退却した。負傷したSAS隊員は搬送され、治療を受けた。トビンは顔に受けた銃創により、病院で死亡した。